# Zernike (Mondkrater)
Zernike ist ein Einschlagkrater auf der Rückseite des Mondes und kann deshalb
von der Erde aus nicht direkt beobachtet werden. Er liegt nordwestlich des größeren Kraters Anderson und nordöstlich von Papaleksi. Der Krater Spencer Jones schließt sich an seinen südlichen Außenrand an.
So wie viele Krater der Mondrückseite ist Zernike von Einschlägen zernarbt. Der Krater ist, vor allem in südlichen Bereich, abgenutzt und erodiert. Mehrere kleine Kraterchen überdecken den Rand und auch der felsige Kraterboden weist entsprechende Spuren auf.
| Buchstabe | Position            | Durchmesser | Link |
| --------- | ------------------- | ----------- | ---- |
| T         | 18,34° N, 167,05° O | 17 km       |      |
| W         | 19,54° N, 166,96° O | 31 km       |      |
| Z         | 21,13° N, 168,1° O  | 26 km       |      |